# Téstoro
Téstoro (en griego, Θέστορος) fue una antigua ciudad griega de Tracia. 
Probablemente perteneció a la liga de Delos puesto que aparecen en el registro de tasación de tributos a Atenas del año 422/1 a. C. aunque no aparece en ningún otro registro de tributos.
Es citada también en un fragmento de Teopompo recogido por Esteban de Bizancio, que la ubica en Tracia.
Se desconoce su localización exacta, aunque se ha sugerido que podría haberse localizado en la península Calcídica, cerca del territorio de Olinto.